# Maria Leopoldine của Áo
Dona Maria Leopoldine của Áo (22 tháng 1 năm 1797 – 11 tháng 12 năm 1826) là Hoàng hậu đầu tiên của Đế quốc Brasil với tư cách là vợ của Hoàng đế Dom Pedro I từ ngày 12 tháng 10 năm 1822 cho đến khi bà qua đời. Bà cũng là Vương hậu của Bồ Đào Nha trong thời gian trị vì ngắn ngủi của chồng bà với tư cách là Vua Dom Pedro IV từ ngày 10 tháng 3 đến ngày 2 tháng 5 năm 1826.
Bà sinh ra ở Viên, Đại công quốc Áo, là con gái của Hoàng đế La Mã Thần thánh Franz II và người vợ thứ hai, Maria Teresa của Napoli và Sicilia. Trong số nhiều anh chị em của bà có Hoàng đế Ferdinand I của Áo và Maria Ludovica, Nữ Công tước xứ Parma, vợ thứ 2 của Hoàng đế Napoléon Bonaparte.
Nền giáo dục mà Maria Leopoldine nhận được trong thời thơ ấu và thanh thiếu niên rất rộng rãi và chiết trung, với trình độ văn hóa cao hơn và đào tạo chính trị nhất quán hơn. Việc giáo dục các hoàng tử và công chúa nhỏ của Vương tộc Habsburg như vậy dựa trên niềm tin giáo dục do ông nội của họ là Hoàng đế La Mã Thần thánh Leopold II khởi xướng, người tin rằng "trẻ em nên được truyền cảm hứng từ khi còn nhỏ để có những phẩm chất cao, chẳng hạn như tính nhân văn, lòng nhân ái, và mong muốn làm cho mọi người hạnh phúc". Với đức tin Kitô giáo sâu sắc và nền tảng văn hóa và khoa học vững chắc (bao gồm chính trị quốc tế và các quan niệm về chính phủ), Nữ đại công tước đã được chuẩn bị từ khi còn nhỏ để trở thành một phối ngẫu hoàng gia đúng nghĩa.
Vào thế kỷ XXI, một số nhà sử học đã đề xuất rằng bà là một trong những khớp nối chính về quá trình Brasil độc lập diễn ra vào năm 1822. Người viết tiểu sử của bà, nhà sử học Paulo Rezzutti, khẳng định rằng phần lớn là nhờ bà mà Brasil đã trở thành một quốc gia. Theo ông, vợ của Dom Pedro "coi Brasil như đất nước của mình, người Braszil là dân tộc của cô ấy và Độc lập là chính nghĩa của cô ấy". Bà cũng là cố vấn cho chồng về các quyết định chính trị quan trọng phản ánh tương lai của đất nước, chẳng hạn như Dia do Fico và sự phản đối và bất tuân sau đó đối với triều đình Bồ Đào Nha liên quan đến việc cặp đôi trở về Vương quốc Bồ Đào Nha. Do đó, với việc cai trị đất nước trong chuyến công du của Dom Pedro qua các tỉnh của Brazil, bà được coi là người phụ nữ đầu tiên trở thành nguyên thủ quốc gia ở một quốc gia châu Mỹ độc lập.